# Projekt OMEGA
Projekt OMEGA byl plán tajné operace Spojených států amerických vůči egyptskému prezidentovi Gamálovi Násirovi. Plán předložil ministr zahraničí John Foster Dulles prezidentovi Dwightovi D.Eisenhowerovi v březnu 1956. Cílem této politiky bylo snížit vliv egyptského prezidenta Gamála Násira na Blízkém východě, protože se USA zdálo, že se přiklání k Sovětskému svazu a současně nepostupuje dle představ Dullesa a Eisenhowera ohledně urovnání arabsko-izraelského konfliktu. Eisenhower plán schválil. Přibližně ve stejnou dobu britská vláda formulovala podobnou strategii. Spojené státy a Spojené království se dohodly na koordinovaném postupu proti Násirovi.

## Pozadí
V roce 1953 přijala antikomunistická Eisenhowerova administrativa politiku aktivního zadržování tzv. „světového komunismu“. To v praxi znamenalo, že se rozhodli vměšovat do jednotlivých zemí, zejména třetího světa, ve kterých hrozilo vítězství komunismu. Pokud jde o Blízký východ, Eisenhower a Dulles viděli Egypt, nejlidnatější a největší arabskou zemi, jako klíč k dosažení svých cílů, kterými byly ukončení konfliktu mezi Izraelem a jeho arabskými sousedy, ochrana dodávek ropy v regionu a související nastolení stability na celém Blízkém východě. V naději, že získá u Násira vliv, přijala Eisenhowerova administrativa strategii nabízení technické, ekonomické a vojenské pomoci. V rámci této strategie proběhla také jednání o možném financování projektu vysoké Asuánské přehrady. Násir považoval projekt přehrady, který by nabídl výhody v podobě rozšíření úrodné půdy a zajištění levné elektrické energie pro egyptský lid, za vysokou prioritu. Odmítal ovšem přistoupit na americké chápání světové studené války a přidat se k západnímu bloku. Místo toho inicioval založení Hnutí nezúčastněných zemí, což Američany popudilo. Američané se poté z nabízené spolupráce zcela stáhli.
Násirovy následné činy frustrovaly Spojené státy a jejich spojence v mnoha ohledech, včetně: 1) 27. září 1955 Násir oznámil nákup zbraní, údajně z Československa, ale ve skutečnosti dodaných Sovětským svazem. To u americkou administrativy vyvolalo obavy, že se Egypt sbližuje se Sověty a vzdaluje se západnímu vlivu. 2) Násir podpořil povstání v Alžírsku proti Francii, což vedlo ke stížnostem Francouzů na americkou a britskou pomoc Egyptu. 3) Násir se odmítl připojit k Bagdádskému paktu. Projekt spočíval v navrhované regionální obranné dohodě mezi Tureckem, Pákistánem, Irákem a Íránem, jejímž cílem bylo chránit region před potenciální sovětskou hrozbou. 4) Násir odmítl spolupracovat na společném americko-britském tajném mírovém plánu s názvem Alfa, jehož cílem bylo přesvědčit egyptské a izraelské vůdce k ukončení nepřátelství prostřednictvím vzájemných ústupků.
V březnu 1956 Eisenhowerova administrativa změnila taktiku. Místo dosud přátelské politiky uklidňování a pomoci formulovala soubor opatření, vypracovaných ministerstvem zahraničí, jejichž cílem bylo podkopat Násira a snížit egyptský vliv v regionu. Nová iniciativa s krycím názvem OMEGA byla schválena 28. března 1956 Eisenhowerem a nejvyššími představiteli ministerstva zahraničí a obrany.

## Plán OMEGA
Tajný projekt OMEGA zahrnoval tři fáze, které měly být realizovány postupně. Hlavním cílem bylo přeorientovat Násirovu politiku směrem ke spolupráci se Západem a zároveň omezit jeho pokusy o ovlivňování dalších zemí Blízkého východu. Pokud jde o opatření namířená proti Egyptu, ustanovení zahrnovala zdržování Spojených států a Spojeného království při jednáních o financování Asuánské přehrady, zdržování nevyřízených egyptských žádostí o rozvojové půjčky a dodávky ropy, pozastavení rozhodnutí o programu ekonomické pomoci CARE International, odepření dodávek zbraní do Egypta ze strany Spojených států a Spojeného království a nabídku rozšířených rádiových zařízení v Iráku za účelem blokování egyptského vysílání.
Analýza ministerstva zahraničí, vypracovaná ve stejný den jako prezentace plánu OMEGA, ukázala, že první fáze plánu měla Násira varovat, že mu hrozí nepřátelství západních mocností, a zároveň připustit možnost, že se může vrátit „bez přílišné ztráty tváře“. Tato opatření měla být provedena okamžitě a trvat přibližně do konce dubna 1956. Spojené státy měly navíc usilovat o zlepšení vztahů s dalšími zeměmi Blízkého východu na úkor Egypta a využít Organizaci spojených národů ke snížení možnosti války mezi arabskými zeměmi a Izraelem. Plán zahrnoval také posílení protiegyptských arabských konzervativních sil podporou spolupráce mezi Irákem a Jordánskem, poskytováním podpory irácké vládě a nabídkou ekonomické pomoci prozápadním elementům v Libanonu.
Odhadovalo se, že druhá fáze programu OMEGA bude trvat přibližně do konce července 1956 a zintenzivní opatření první fáze a také posílí podporu Bagdádského paktu. Během této fáze se mělo usilovat o podporu nového arabského vůdce, který by nahradil postavení Násira, přičemž saúdskoarabský král Saúd bin Abd al-Azíz byl Eisenhowerem považován za favorita na tuto roli. Dalším cílem bylo najít dodavatele zbraní pro Izrael, protože Dulles nedoporučoval přímé dodávky zbraní ze strany Spojených států jako příliš nepřátelské vůči arabskému regionu.
Ve třetí fázi projektu OMEGA by se pokračovalo ve všech opatřeních z předchozích fází se zaměřením na vnitřní záležitosti Egypta. Tato fáze počítala s trvalým pozastavením financování Asuánské přehrady a zahájením tajného akčního programu zasahujícího do vnitřních záležitostí země.

## Dopady
Místo toho, aby Násira donutil k podřízení se západním cílům, plán OMEGA ho paradoxně dotlačil k Východu. V reakci na americko-britské tlaky na jeho izolaci, rozšířil své vojenské, ekonomické a politické vazby na Sověty a Čínu. Násirovo veřejné uznání komunistické Číny v květnu 1956 bylo toho příkladem.
Americký odpor vůči Násirovi se veřejně projevil 19. července 1956, kdy Dulles informoval egyptského velvyslance, že Spojené státy, oproti dřívějším příslubům, projekt Asuánské přehrady nepodpoří. Násir toto jednání rozzuřilo a rozhodnutí USA považoval za útok na svůj režim a současně obvinil USA z povzbuzení egyptského lidu k jeho svržení. V odvetě pronesl Násir 26. července 1956 projev, v němž s použitím předem dohodnutého krycího jména „de Lesseps“ nařídil útočným jednotkám obsadit kanceláře Společnosti Suezského námořního průplavu. Na závěr projevu ohromil svět oznámením, že Egypt právě znárodnil Suezský průplav.
Podle Fawaza Gergese „by nebylo přehnané tvrdit, že bezprostřední původ suezské krize spočíval v české zbrojní dohodě a následném nepřátelském posunu politiky, který přijaly vlády USA a Británie.“ Důsledky následné suezské krize byly obrovské. Násir byl nakonec považován za politického vítěze krize. „Velkými poraženými suezského dobrodružství byly Spojené království a Francie. Obě země musely opustit své sny o obnovení své koloniální slávy,“ a Spojené státy si uvědomily, že nemohou Egypt donutit k tomu, aby plnil jejich rozkazy.
Eisenhowerova administrativa, navzdory neúspěchu plánu OMEGA, pokračovala ve své strategii. V srpnu 1956 vyslala administrativa bývalého náměstka ministra obrany Roberta B. Andersona na setkání se saúdským režimem ve snaze zajistit náhradu za Násira ve funkci vůdce arabského světa. Mise byla neúspěšná. Opět bylo jasné, že plán OMEGA nepřinesl požadované výsledky. Suezská krize dosáhla vrcholu 29. října 1956, kdy Izrael, Spojené království a Francie zaútočily na Egypt. Další implementace plánu OMEGA byla po vypuknutí války odložena. Namísto toho byla přijata nová strategie známá jako Eisenhowerova doktrína, která měla chránit prozápadní vlády před sovětským vlivem.